# American Exit
American Exit is een Amerikaanse avonturen-dramafilm uit 2019, geregisseerd en geschreven door Tim McCann en Ingo Vollkammer met hoofdrollen vertolkt door Dane Cook en Levi Miller.

## Verhaal
De terminaal zieke vader Charlie steelt een kunstwerk van de criminele kunsthandelaar Anton en betrekt zijn tiener zoon Leo erbij voor de afleiding, dat leidt tot een roadtrip. Het tweetal wordt achterna gezeten door de crimineel en zijn handlangers, waardoor de vader niet alleen voor zijn leven moet vrezen.

## Rolverdeling
| Acteur               | Personage    |
| -------------------- | ------------ |
| Dane Cook            | Charlie      |
| Levi Miller          | Leo          |
| Udo Kier             | Anton        |
| Claire van der Boom  | Sofia        |
| Mark Damon Espinoza  | Dr. Figueroa |
| Lyn Alicia Henderson | Verpleegster |